# Puente Ezequiel Demonty
El puente Ezequiel Demonty (popularmente llamado puente Alsina) es un puente que cruza el Riachuelo, uniendo la avenida Sáenz del barrio de Nueva Pompeya de la ciudad de Buenos Aires, con la avenida Remedios de Escalada de San Martín de la localidad de Valentín Alsina, partido de Lanús, provincia de Buenos Aires. Construido entre 1932 y 1938, su nombre oficial original fue puente José Félix Uriburu, en homenaje al presidente del primer golpe de Estado perpetrado en 1930. En 2002 se cambió el nombre a puente Valentín Alsina, con el objetivo de desligarse de las denominaciones que hacen alusión a gobiernos de facto, y porque así se habían llamado dos puentes anteriores que habían estado ubicados en el mismo lugar durante la segunda mitad del siglo xix y primeras décadas del  xx. El Congreso de la Nación aprobó en 2015 el cambio de denominación, llamándolo puente Ezequiel Demonty, en conmemoración del joven víctima de brutalidad policial.
Posee dos rampas de pendiente 2.75% para uso exclusivo de vehículos. Los peatones acceden al puente mediante escaleras. Por debajo de la rampa del lado provincia se encuentra la vía simple del ex-Ferrocarril Midland (actualmente Belgrano Sur).

## Historia
En 1855 el vasco Enrique Ochoa de Zuazola y Elorringa pidió y obtuvo una autorización para construir un puente sobre un paso en el Riachuelo conocido con el nombre de paso de Burgos. Ese paso, bastante antiguo, contaba con un servicio de botes que conectaba ambas orillas. También era llamado paso Chico, y por allí cruzaron las tropas inglesas en la segunda invasión de Buenos Aires (1807).
Cuando estaba por terminarse el puente, una gran creciente lo derrumbó. Al año siguiente, en 1856, se realizó un segundo intento con un puente de mampostería como el anterior, encargando la dirección del trabajo al ingeniero Carlos Enrique Pellegrini. Pero una vez más, cuando estaba por terminarse, fue destruido por una fuerte creciente.
En un tercer intento, utilizando vigas de urunday, quebracho colorado y lapacho, logró terminarlo y se inauguró el 26 de noviembre de 1859, bautizándolo con el nombre de Valentín Alsina. Como fue construido con fondos privados, para poder pasar se debía pagar peaje. 

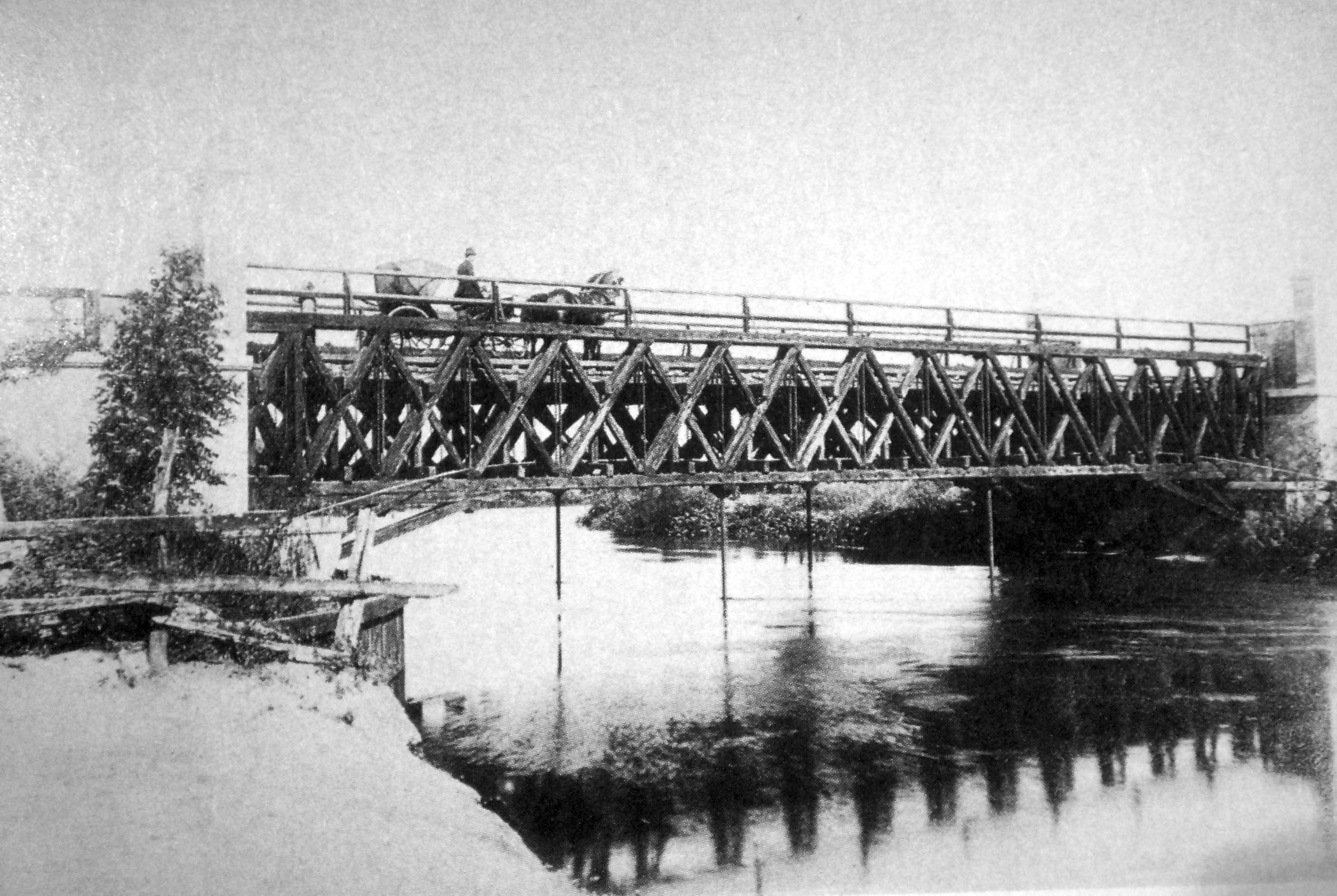
El viejo puente en 1890.

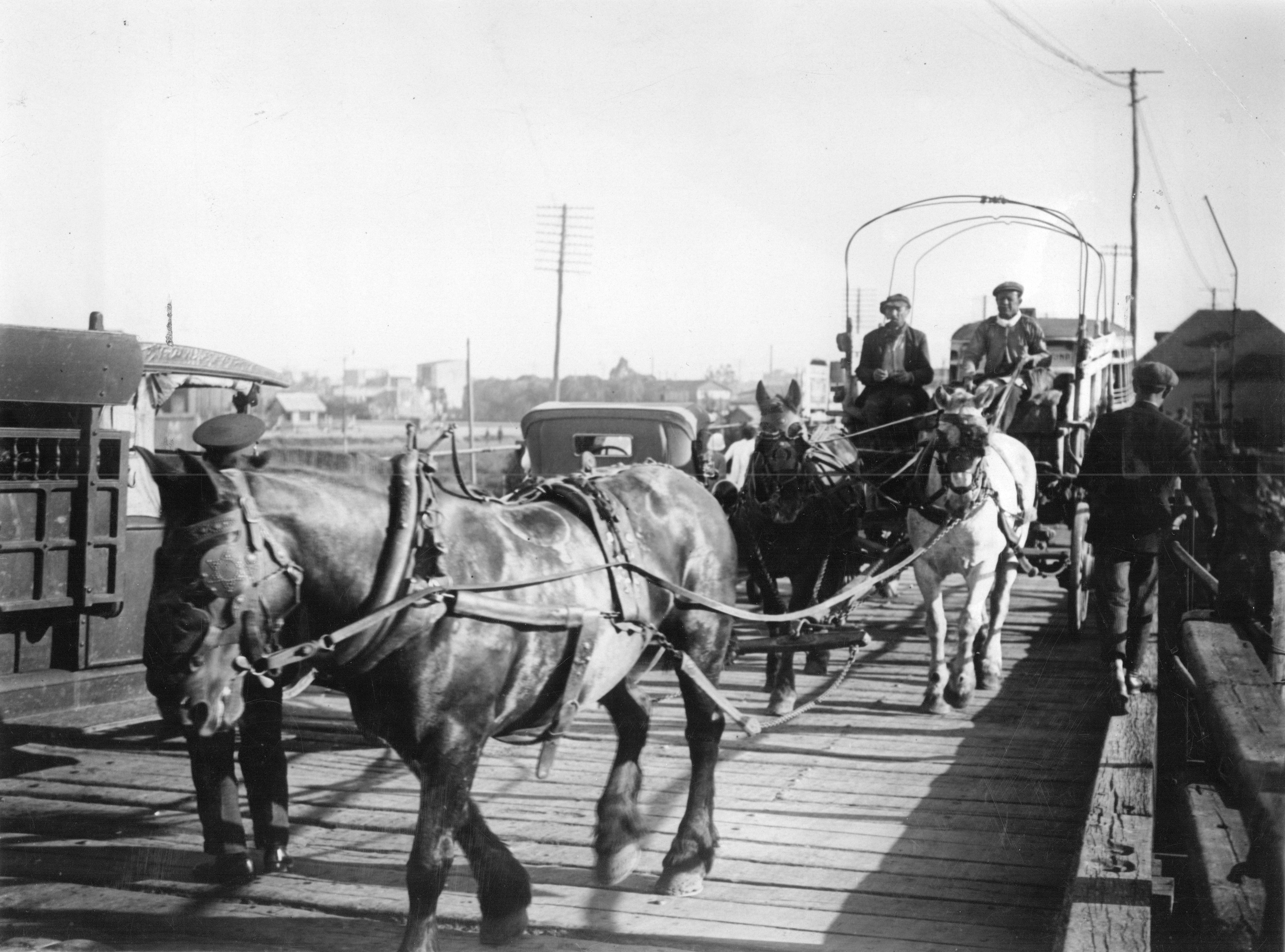
El Puente Alsina en 1928.

En 1880, en medio de las peleas entre el gobierno de la provincia de Buenos Aires y el gobierno de la Nación Argentina por la federalización de la ciudad de Buenos Aires, las fuerzas nacionales al mando del coronel Eduardo Racedo libraron un combate muy sangriento conocido con el nombre de Batalla de Puente Alsina contra las fuerzas de la provincia, al mando del coronel José Inocencio Arias. Este último fue vencido y hubo muchos muertos.
Federalizada Buenos Aires el gobierno de la Nación se hizo cargo del puente en 1885, previo pago de la indemnización correspondiente. 
El 5 de junio de 1888 (137 años), a las 3:20 UTC-3, soportó un fuerte cimbronazo con una magnitud aproximadamente de 5.5 en la escala de Richter por el terremoto del Río de la Plata de 1888.
En 1910, ante el mal estado en que se encontraba, se reemplazó el puente por uno de hierro, con carácter de temporario.
El puente actual corresponde al estilo neocolonial, fue inaugurado el 26 de noviembre de 1938 y rebautizado años después con el nombre de teniente general José Félix Uriburu, quien había sido presidente de facto entre 1930 y 1932. El ingeniero que se encargó del diseño fue José Calixto Álvarez. Los trabajos comenzaron en los últimos meses de 1932 y el montaje de la parte metálica del puente comenzó en febrero de 1937, cuando llegaron desde Alemania los ingenieros Gutiérrez Salinas y William George Adair, enviados por el presidente Justo, en agosto de 1935. En ese año los constructores lograron montar los tramos fijos. La construcción se hizo junto al viejo puente, río abajo.
Durante el desarrollo de las obras, la empresa constructora debió ejecutar un desvío del lado de la provincia de Buenos Aires para el acceso al antiguo puente, ya que las vías del ferrocarril Midland impedían el acceso a dicha estructura. Por otra parte, el viejo puente no tenía veredas. Debido al gran caudal vehicular y el peligro que esto representaba para los peatones, se construyó una pasarela voladiza, adosada al mismo puente.

### Toponimia
En el año 2002 la Legislatura porteña sancionó una ley por la que se le repuso el nombre de la estructura a puente Alsina.
En el año 2015, por iniciativa del Diputado Leonardo Grosso, la Cámara de Diputados sancionó una ley por la que se le dio el nombre de puente Ezequiel Demonty, en honor a Ezequiel Demonty, joven víctima de brutalidad policial, el cual fue arrojado al río por efectivos de la comisaría 34.ª.

## Información técnica
Las características del puente Alsina son:
- Luz libre entre apoyos: 173.16 m
- Luz libre de tramos fijos entre apoyos: 65.33 m
- Luz libre del tramo móvil entre apoyos: 42.50 m
- Ancho útil de calzada: 18.00 m distribuidos en seis carriles de 3 m cada uno.
- Dos accesos exteriores con ancho de 3 m cada uno.
- Cota de calzada en su identificación con la de las rampas de acceso: 11.5 m
- Oblicuidad con el eje del río: 64° 26' 40"

Los contrapesos y la cubierta de la calzada pesan 1410 toneladas en cada puente. A báscula abierta, el extremo más alto llega a 59 m sobre la vía de rodamiento.

## Cultura popular
Dado su carácter monumental y el hecho de ser un nexo imprescindible para la integración entre el barrio de Nueva Pompeya de la Ciudad Autónoma de Buenos Aires y la localidad de Valentín Alsina, este puente se ha convertido en un ícono del Sur. Su soberbio porte y la delicadeza de sus curvas están grabados en la retina de los miles de personas que a diario lo atraviesan para cruzar el Riachuelo.

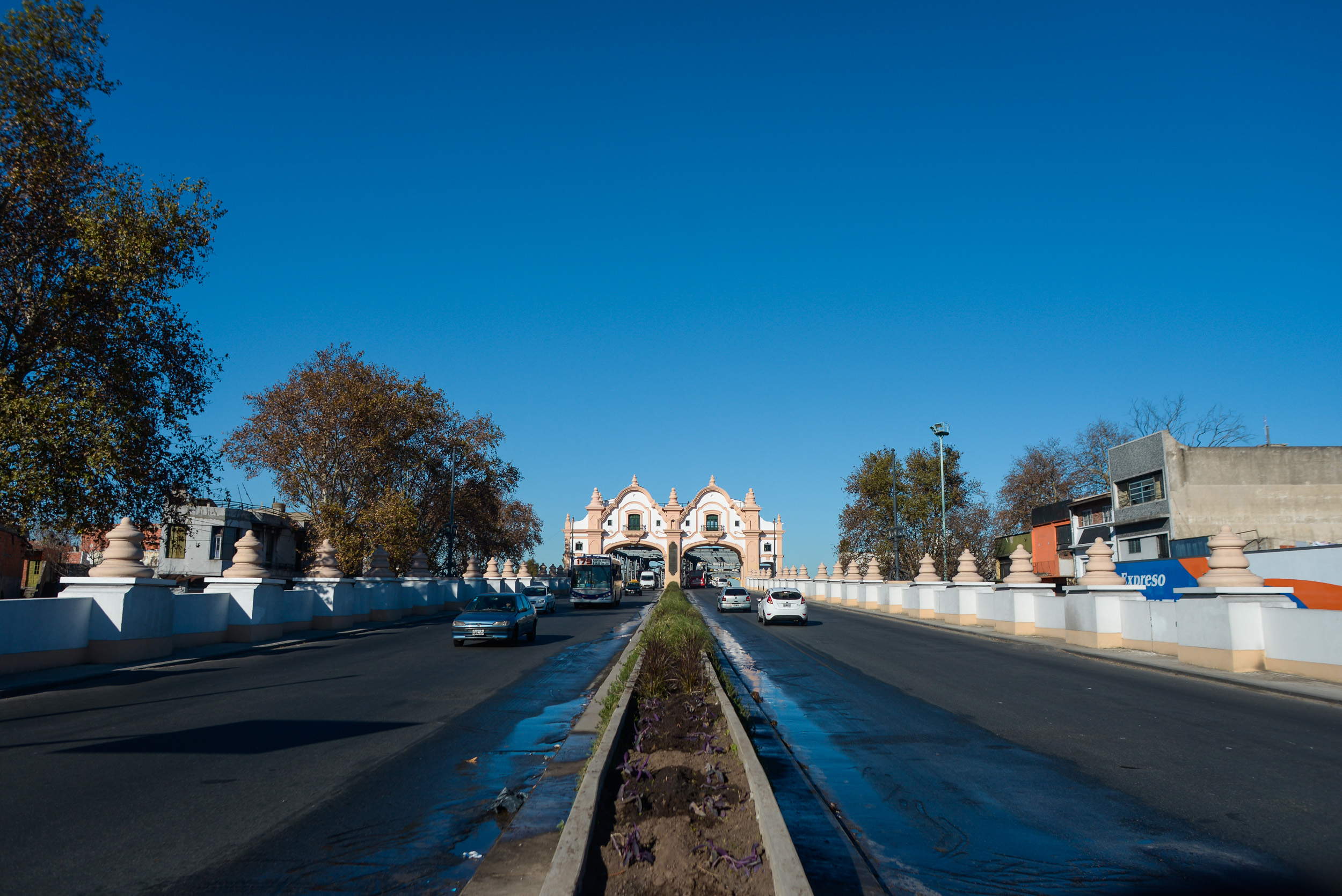
Vista del puente desde Nueva Pompeya.

El puente Alsina ha sido y sigue siendo inspiración para muchos artistas que lo han inmortalizado en la música, la pintura y la poesía. Su elegante aspecto contrasta con la zona decadente y periférica en la que se encuentra. Es un puente "tanguero" en todo sentido, por estar ubicado en la cuna de este género musical, y por ser un lugar común en el derrotero diario de muchas personas que escriben a su paso historias de amor, esperanza y traición. Teniendo en cuenta su historia y con el objetivo de poner en valor todo su patrimonio, actualmente funciona allí el "Polo Bandoneón", un espacio impulsado desde el Gobierno de la Ciudad para la enseñanza de este instrumento, además de dictarse talleres de luthería, acrobacias circenses, entre otras actividades culturales.

Existen referencias al puente en la cultura popular, como por ejemplo:

Puente Alsina, que ayer fueras mi regazo
de un zarpazo la avenida te alcanzó...
Viejo puente, solitario y confidente,
sos la marca que, en la frente,
el progreso le ha dejado
al suburbio rebelado
que a su paso sucumbió.
Tango «Puente Alsina», con letra de Benjamín Tagle Lara

Carancanfunfa se hizo al mar con tu bandera
y en un 'pernó' mezcló a París con Puente Alsina,
triste compadre del gavión y de la mina
y hasta comadre del bacán y la pebeta.
Tango «El Choclo», con letra de Enrique Santos Discepolo

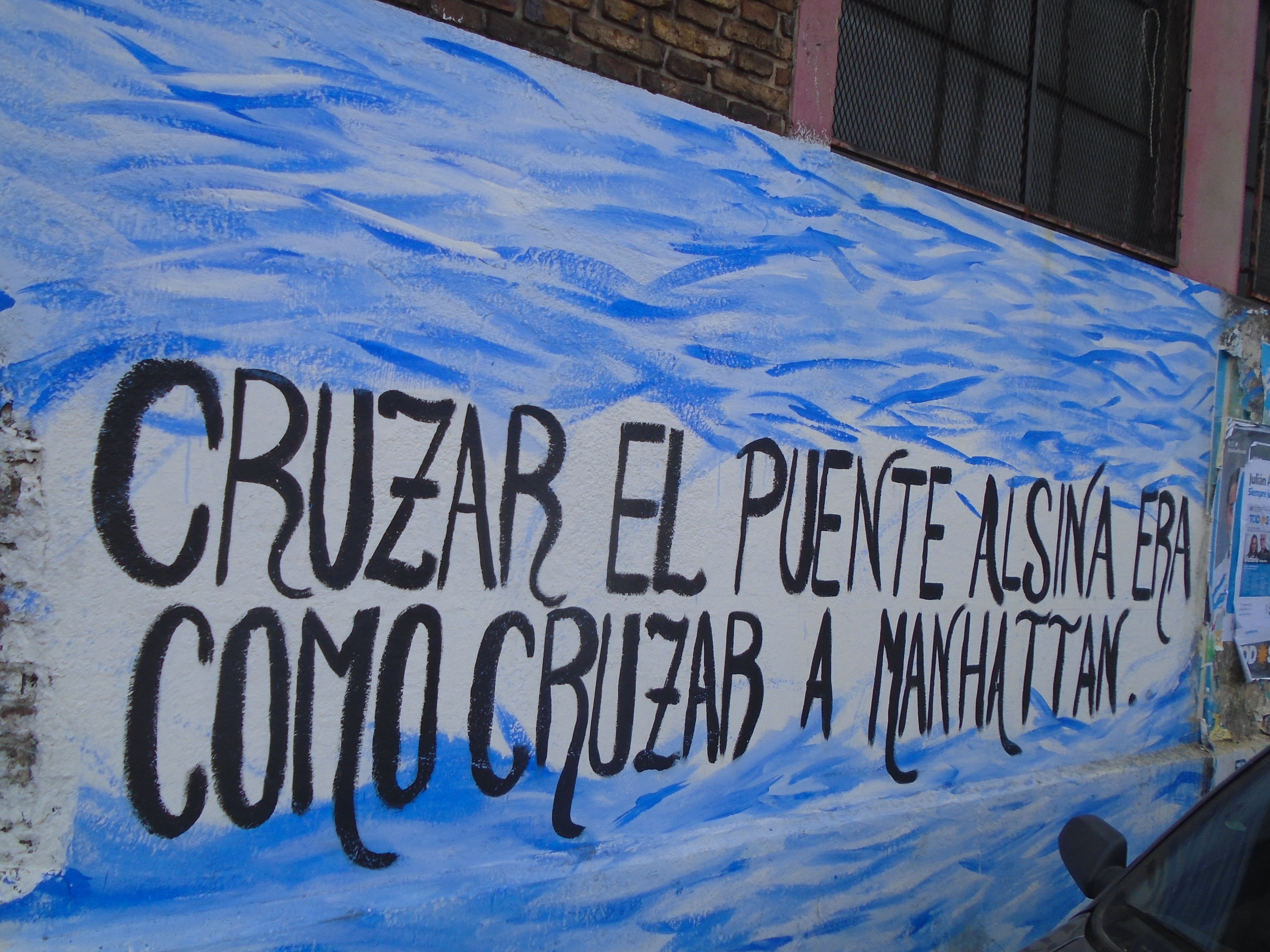
Célebre frase de Diego Armando Maradona en referencia al puente Alsina, en un mural cercano a dicho puente (Valentín Alsina, partido de Lanús).

El cantante Sandro, que vivió los años de su infancia y juventud en la localidad de Valentín Alsina, cantaba una canción de Rubén Amado llamada «Amor en Buenos Aires», donde con una profunda nostalgia recita: Y te amo tanto, como a las glicinas/de los viejos patios de mi puente Alsina,/como amé los años tiernos de la infancia,/donde solo un sueño era mi esperanza.
El mundialmente famoso exfutbolista Diego Armando Maradona, llegó a confesar que, para él, de niño, "Cruzar el puente Alsina a Pompeya era el puente de Manhattan...".
A su vez, el grupo de rock barrial Callejeros, en su tema «Pompeya», retrata con una agudeza sorprendente las miserias de este barrio y, entre ellas, describe al puente Alsina y su íntima relación con el Riachuelo de la siguiente manera: Desde acá se siente el olor a Riachuelo/que viene a lo lejos desde el puente siniestro,/los pibes de Alcorta doblados del paco/te piden monedas tapando tristezas,/otras van a la murga o van a la iglesia/o calan la bolsa o viven esta canción.
En 2007 el conjunto de tango electrónico Otros aires panzón una canción titulada «Otro puente Alsina» con fragmentos del viejo tango «Puente Alsina», cantado por Rosita Quiroga.
Asimismo, fue fotografiado y usado como tapa de los discos Valentín Alsina (1994) y Valentín Alzheimer (2013) del grupo de punk rock 2 minutos y de Malas influencias (2012) de Shaila.